# Anhefenszahmet genealógiája
Anhefenszahmet genealógiája egy ókori egyiptomi, relieffel díszített sztélé, amelyet az i. e. 8. században élt, a XXII. dinasztiához tartozó V. Sesonk uralkodása alatt készíttetett Anhefenszahmet, Ptah memphiszi papságának tagja.

## Tartalma
A szöveg a pap őseit sorolja fel 60 nemzedékre visszamenően, a legkorábbi említett személy a XI. dinasztia idején élt, kb. 1300 évvel Anhefenszahmet előtt. A felsoroltak közül többen magas pozíciót töltöttek be Ptah papságában. A sztélé egy darabja Berlinben található, a Neues Museumban (katalógusszám: 23673).
Anhefenszahmet ősei közül többen „a kézműves mesterek legnagyobbika” címet viselték, ami Ptah főpapjának volt a címe. Robert K. Ritner felvetette, hogy a hükszosz korszak uralkodóinak (Apepi, a máshonnan nem ismert Szelek és Aaken) említése mindössze azt jelzi, hogy a genealógia nem szakadt meg ebben a korban, nem pedig azt, hogy az őslakos nép elfogadta a hükszoszok uralmát; tulajdonképpen az Aaken név, melynek jelentése „bátor szamár”, valószínűleg szándékos elírása az eredeti névnek, amely „bátorságban erős” lehetett. Alan Gardiner korábban azt is felvetette, hogy az Aaken talán Apepi egyik trónneve, az Aakenenré („Ré hatalmas és erős”) kigúnyolása.

## Szövege[5]
- (1/1) Isteni atya Ptah papságában, Szahmet prófétája, Anhefenszahmet; nemzette
- (1/2) Szahmet prófétája, Pahemnetjer, nemzette
- (1/3) Szahmet prófétája, Paserenszahmet, nemzette
- (1/4) a próféta, a szentély titkainak ismerője, Pahemnetjer, nemzette
- (1/5) a próféta […] Létopoliszban, Szaszahmet, nemzette
- (1/6) Szahmet prófétája, Pahemnetjer, nemzette
- (1/7) a próféta, a szentély titkainak ismerője, Juefaenptah, nemzette
- (1/8) a próféta, a szentély titkainak ismerője, Pahemnetjer, nemzette
- (1/9) a próféta, a szentély titkainak ismerője, Sedszunofertum, nemzette
- (1/10) a próféta, Anhefenszahmet, nemzette
- (1/11) a szentély titkainak ismerője, a próféta […], Asahet, nemzette
- (1/12) a próféta, Pipi, I. Paszebahaenniut uralkodása alatt, nemzette
- (1/13) Ptah főpapja, Harsziésze, I. Paszebahaenniut uralkodása alatt, nemzette
- (1/14) Ptah főpapja, Pipi, I. Paszebahaenniut uralkodása alatt, nemzette
- (1/15) Ptah főpapja, Asahet, Amenemniszu király uralkodása alatt, nemzette [hiányos (?)]

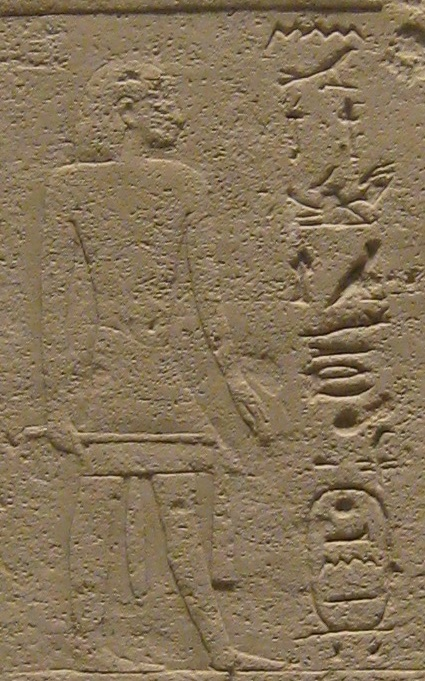
Ptah főpapja, Szokaremszaf (2/7. a genealógiában)

- (2/1) Ptah főpapja, Ptahemahet, […]
- (2/2) Ptah főpapja, Neferronpet, II. Ramszesz király uralkodása alatt, nemzette
- (2/3) Ptah főpapja, Ptahemahet, II. Ramszesz király uralkodása alatt, nemzette
- (2/4) Ptah főpapja, […]nesnet, II. Ramszesz király uralkodása alatt, nemzette
- (2/5) az isteni atya Ámon papságában, II. Ramszesz építkezéseinek felügyelője, Ptahhotep, nemzette
- (2/6) Ptah főpapja, Netjeruihotep, I. Széthi király uralkodása alatt, nemzette
- (2/7) Ptah főpapja, Szokaremszaf, I. Széthi király uralkodása alatt, nemzette
- (2/8) Ptah főpapja, Ti, Horemheb király uralkodása alatt, nemzette
- (2/9) az isteni atya Ámon karnaki papságában, Szokaremszaf, nemzette
- (2/10) az isteni atya Szahmet papságában, a király és isteni atya Ay wab-papja, Ipu, nemzette
- (2/11) Ptah főpapja, Wermer, III. Amenhotep király uralkodása alatt, nemzette
- (2/12) Ptah főpapja, Pempanebesz, III. Amenhotep király uralkodása alatt, nemzette
- (2/13) az isteni atya, Ptah titkainak ismerője, Nehememptah, nemzette
- (2/14) Ptah szetem-papja, a látók legnagyobbika, III. Thotmesz király uralkodása alatt, nemzette [hiányos (?)]

- (3/1) az isteni atya, Ti, nemzette
- (3/2) Ptah főpapja, Paimired, I. Amenhotep király uralkodása alatt, nemzette
- (3/3) az isteni atya, Ptah titkainak ismerője, Ti, nemzette
- (3/4) Ptah főpapja, Montu, I. Jahmesz király uralkodása alatt, nemzette
- (3/5) az isteni atya, a látók legnagyobbika Héliopoliszban, Hórmaaheru, Apepi király uralkodása alatt, nemzette
- (3/6) Ptah szetem-papja, Werhotep, Szelek király uralkodása alatt, nemzette
- (3/7) az isteni atya, Harsziésze, nemzette
- (3/8) az isteni atya, Irmer, nemzette
- (3/9) az isteni atya, Kahap, nemzette
- (3/10) a wab-pap és felolvasópap, Horemhotep, nemzette
- (3/11) az isteni atya, Ptah titkainak ismerője, Ptahemhat, nemzette
- (3/12) Ptah szetem-papja, Paszer, Aaken király uralkodása alatt, nemzette
- (3/13) Ptah főpapja, Szermut (?), Ibi király uralkodása alatt, nemzette
- (3/14) [… nemzette]
- (3/15) [… nemzette] [hiányos (?)]

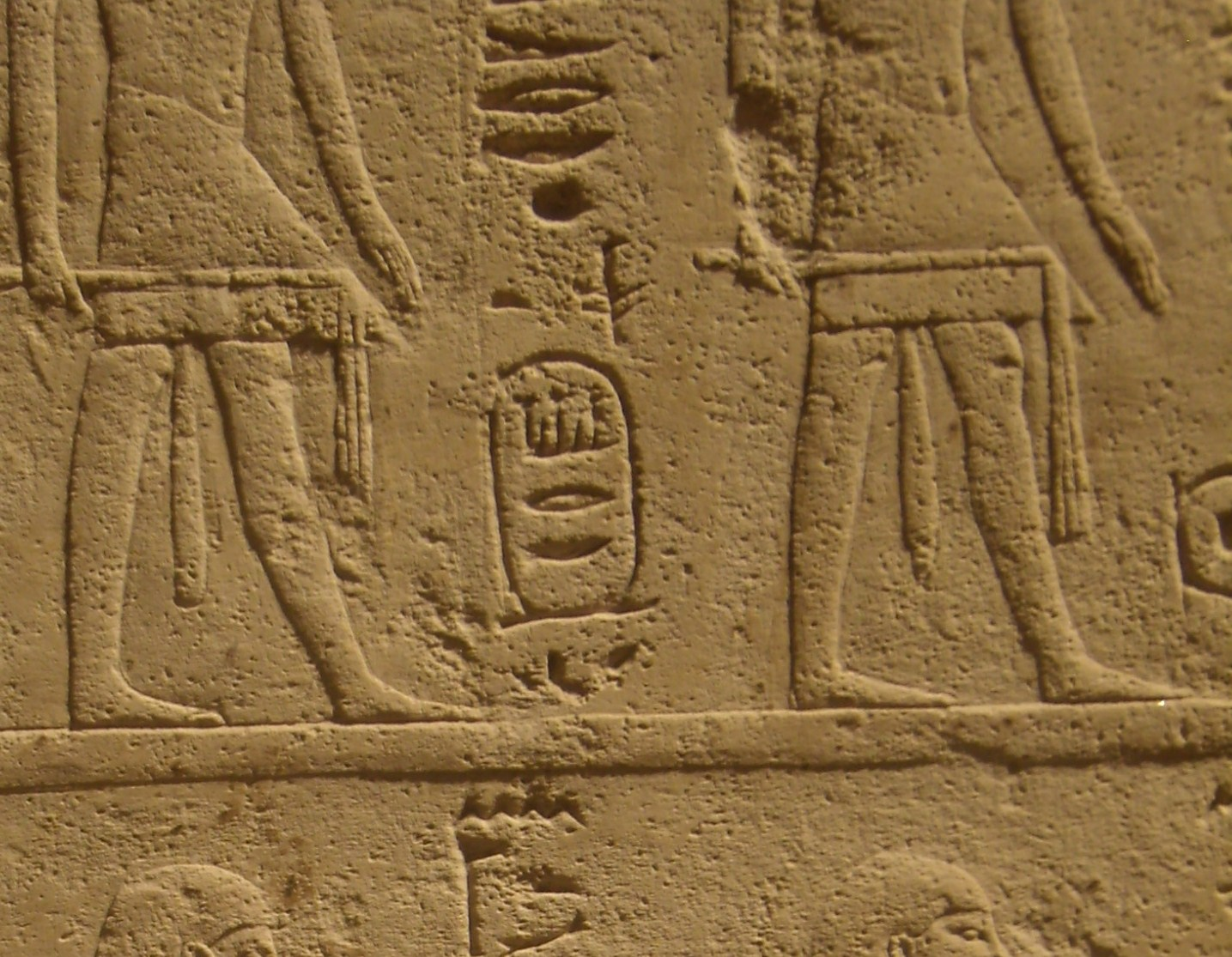
A máshonnan nem ismert hükszosz uralkodó, Szelek kártusa (a 3/6. sorban említik)

- (4/1) Path főpapja, Wehket, III. Szenuszert király uralkodása alatt, nemzette
- (4/2) az isteni atya, Szobek prófétája, Szehotepibszeneb, nemzette
- (4/3) Ptah főpapja, Nubkauréanh, III. Szenuszert király uralkodása alatt, nemzette
- (4/4) Ptah főpapja, Hakaréanh, II. Amenemhat király uralkodása alatt, nemzette
- (4/5) Ptah főpapja, Szehotepibréanh, I. Szenuszert király uralkodása alatt, nemzette
- (4/6) az isteni atya, a város elöljárója, a vezír Netjeruihotep, I. Amenemhat király uralkodása alatt, nemzette
- (4/7) az isteni atya, a kézművesek elöljárója, a király minden hivatalának vezetője, Szokaremheb, nemzette
- (4/8) [és] Szatetnek, Anhtaui úrnőjének prófétája, Nebnoferu, nemzette
- (4/9) a wab-pap és felolvasópap, Minemheb, nemzette
- (4/10) az isteni atya, Ptahhotep, nemzette
- (4/11) az isteni atya, Ptah titkainak ismerője, Nehemen, nemzette
- (4/12) az isteni atya, Ptah titkainak ismerője, Minemhat, nemzette
- (4/13) Ptah főpapja, Ptahemheb, II. Montuhotep király uralkodása alatt, nemzette
- (4/14) [… nemzette] [hiányos (?)]

## Fordítás
- Ez a szócikk részben vagy egészben  a   Genealogy of Ankhefensekhmet című angol Wikipédia-szócikk ezen változatának fordításán alapul.  Az eredeti cikk szerkesztőit annak laptörténete sorolja fel. Ez a jelzés csupán a megfogalmazás eredetét és a szerzői jogokat jelzi, nem szolgál a cikkben szereplő információk forrásmegjelöléseként.